# Rodolfo Rubio
Rodolfo Rubio Pérez (Ciudad de México, 29 de enero de 1987) es un artista marcial mixto mexicano que compite en la división de peso pluma de LUX Fight League.

## Carrera de artes marciales mixtas
Hizo su debut en las MMA el 19 de abril de 2008, y en los siguientes cinco años compitiendo en promociones como Xtreme Fighters Society, MMA Xtreme y Xtreme Fighters Latino, acumuló un total de 11 victorias y 5 derrotas.

### Ultimate Fighting Championship
En 2014, Rubio llegó a la Ultimate Fighting Championship (UFC), donde fue programado para enfrentar a Diego Rivas el 8 de noviembre en UFC Fight Night 56. Perdió la pelea por decisión unánime, siendo la única vez que pelearía en UFC ya que fue liberado de su contrato.

### Pancrase
El 31 de enero de 2016, Rubio se enfrentó a Yusuke Yashi en el evento Pancrase 275 de Pancrase. Perdió la pelea por decisión unánime.

### Xtreme Fighters Latino
Rubio hizo su retorno a XFL el 17 de junio de 2016 enfrentándose a Rubén Nájera, a quien derrotó por decisión unánime. En su siguiente pelea en XFL 34 el 21 de abril de 2017, capturó el Campeonato de Peso Pluma tras derrotar al entonces monarca Alejandro Velasquez por sumisión en el primer asalto.

### LUX Fight League
Rubio después firmaría para la naciente promoción LUX Fight League, debutando en LUX 002 el 17 de febrero de 2018 con una victoria sobre Luis Vallejo mediante un severo KO en 51 segundos del primer asalto.
Tras casí 4 años sin pelear, Rubio regresó a LUX para enfrentarse a Paul Márquez el 11 de febrero de 2022 en LUX 020. Ganó la pelea por nocaut técnico en el segundo asalto.
Posteriormente, desafió a Marco Beltrán, a una pelea por el Campeonato de Peso Gallo de LUX. El duelo, que era una revancha de su primer combate nueve años atrás en una promoción regional, se llevó a cabo el 17 de junio de 2022 en LUX 023, en la que Rubio perdió por decisión unánime.
Rubio se enfrentó a David Mendoza el 2 de septiembre de 2022 en LUX 026. Ganó la pelea por sumisión en el primer asalto.
Rubio se enfrentó a José Roura el 30 de junio de 2023 en LUX 033 por el vacante Campeonato de Peso Gallo. Perdió la pelea por decisión unánime.
Rubio se enfrentó a Mauricio Partida por el Campeonato interino de Peso Gallo de LUX el 25 de julio de 2025 en LUX 053. Sin embargo, nuevamente falló en su intento de ser campeón tras perder la pelea por decisión unánime.

## Campeonatos y logros
- Xtreme Fighters Latino
  - Campeonato de Peso Pluma de XFL (una vez)

## Récord en artes marciales mixtas
| Récord profesional | Récord profesional | Récord profesional |
| 35 peleas          | 20 victorias       | 14 derrotas        |
| ------------------ | ------------------ | ------------------ |
| Nocaut             | 5                  | 4                  |
| Sumisión           | 13                 | 1                  |
| Decisión           | 2                  | 9                  |
| Empate             | 1                  | 1                  |

| Resultado | Récord  | Oponente                   | Método                      | Evento                                | Fecha                    | Ronda | Tiempo | Localización         | Notas                                            |
| --------- | ------- | -------------------------- | --------------------------- | ------------------------------------- | ------------------------ | ----- | ------ | -------------------- | ------------------------------------------------ |
| Derrota   | 20–14–1 | Mauricio Partida           | Decisión (unánime)          | LUX 053                               | 25 de julio de 2025      | 5     | 5:00   | Puebla               | Por el Campeonato Interino de Peso Gallo de LUX. |
| Derrota   | 20–13–1 | José Roura                 | Decisión (unánime)          | LUX 033                               | 30 de junio de 2023      | 5     | 5:00   | Cholula de Rivadavia | Por el vacante Campeonato de Peso Gallo de LUX.  |
| Victoria  | 20–12–1 | David Mendoza              | Sumisión (armbar)           | LUX 026                               | 2 de septiembre de 2022  | 1     | 2:43   | Ciudad de México     |                                                  |
| Derrota   | 19–12–1 | Marco Beltrán              | Decisión (unánime)          | LUX 023                               | 17 de junio de 2022      | 5     | 5:00   | Puebla de Zaragoza   | Por el Campeonato de Peso Gallo de LUX.          |
| Victoria  | 19–11–1 | Paul Márquez               | TKO                         | LUX 020                               | 11 de febrero de 2022    | 2     | 4:06   | Cancún               |                                                  |
| Derrota   | 18–11–1 | Luis Vallejo               | KO (golpe)                  | LUX 002                               | 17 de febrero de 2018    | 1     | 0:51   | Ciudad de México     |                                                  |
| Empate    | 18–10–1 | Javier Oyarzabal           | Empate                      | Arena Tour 9: Sordi vs. Santos        | 9 de junio de 2017       | 3     | 5:00   | Buenos Aires         |                                                  |
| Victoria  | 18–10   | Alejandro Velasquez        | Sumisión (rear-naked choke) | XFL 34                                | 21 de abril de 2017      | 1     | 4:42   | Ciudad de México     | Ganó el Campeonato de Peso Pluma de XFL.         |
| Victoria  | 17–10   | Ruben Nájera               | Decisión (unánime)          | XFL                                   | 17 de junio de 2016      | 3     | 5:00   | Ciudad de México     |                                                  |
| Derrota   | 16–10   | Alejandro Flores García    | Decisión (unánime)          | Combate Extremo: Flores vs. Rubio     | 13 de mayo de 2016       | 3     | 5:00   | Monterrey            |                                                  |
| Derrota   | 16–9    | Yusuke Yachi               | Decisión (unánime)          | Pancrase 275                          | 31 de enero de 2016      | 3     | 5:00   | Tokio                |                                                  |
| Victoria  | 16–8    | Alejandro Garcia           | Sumisión (guillotine choke) | Warrior Championship Fighting 7       | 5 de diciembre de 2015   | 1     | 1:13   | Mexicali             |                                                  |
| Derrota   | 15–8    | Alejandro Solano Rodríguez | TKO                         | Calvo Promotions 6                    | 23 de julio de 2015      | 3     | 1:30   | San José             |                                                  |
| Victoria  | 15–7    | Fernando Martínez          | TKO (golpes)                | Arena Tour 5: Falcao vs. Taylor       | 18 de abril de 2015      | 1     | 0:52   | Buenos Aires         |                                                  |
| Derrota   | 14–7    | Diego Rivas                | Decisión (unánime)          | UFC Fight Night: Shogun vs. St. Preux | 8 de noviembre de 2014   | 3     | 5:00   | Uberlândia           |                                                  |
| Derrota   | 14–6    | Felipe Douglas             | Decisión (dividida)         | XFC International 2                   | 15 de marzo de 2014      | 3     | 5:00   | São Paulo            |                                                  |
| Victoria  | 14–5    | Gilberto Aguilar           | Sumisión (rear-naked choke) | Urban Fighting League 1               | 27 de julio de 2013      | 1     | N/A    | Cuautitlan Izcalli   |                                                  |
| Victoria  | 13–5    | Marco Beltrán              | Sumisión (heel hook)        | MFC 1: The Evolution                  | 5 de mayo de 2013        | 1     | N/A    | Naucalpan de Juárez  |                                                  |
| Victoria  | 12–5    | Israel Girón               | Sumisión (rear-naked choke) | Ultimate Monster Challenge 1          | 29 de enero de 2013      | 1     | N/A    | Ciudad de México     |                                                  |
| Victoria  | 11–5    | Daniel Morales             | Sumisión (triangle choke)   | XK 15                                 | 21 de julio de 2012      | 2     | 3:42   | Ciudad de México     |                                                  |
| Derrota   | 10–5    | Shah Bobonis               | Decisión (unánime)          | Combate Extremo: Bobonis vs. Rubio    | 30 de marzo de 2012      | 5     | 5:00   | México               |                                                  |
| Victoria  | 10–4    | Jair Diaz                  | Sumisión (armbar)           | XK 5                                  | 27 de noviembre de 2011  | 1     | 2:52   | Ciudad de México     |                                                  |
| Victoria  | 9–4     | César Palomera             | Sumisión (armbar)           | XFL                                   | 28 de julio de 2011      | 1     | 2:43   | Guanajuato           |                                                  |
| Victoria  | 8–4     | Masio Fullen               | Decisión (unánime)          | Faith Fighting Championship 4         | 7 de julio de 2011       | 3     | 5:00   | Ciudad de México     |                                                  |
| Derrota   | 7–4     | Manuelo Morales Etoube     | Decisión (unánime)          | Jungle Fight 22                       | 18 de septiembre de 2010 | 3     | 5:00   | São Paulo            |                                                  |
| Victoria  | 7–3     | Darnelio Jiménez           | Sumisión (armbar)           | Ultimate Combat Challenge             | 22 de mayo de 2010       | 1     | 4:30   | Ciudad de Panamá     |                                                  |
| Victoria  | 6–3     | Alfredo Díaz               | KO (golpe)                  | XFL 4                                 | 5 de noviembre de 2009   | 1     | 0:23   | Ciudad de México     |                                                  |
| Derrota   | 5–3     | Edgar García Cabello       | TKO (paro médico)           | XFL 3                                 | 15 de octubre de 2009    | 1     | 5:00   | Ciudad de México     |                                                  |
| Victoria  | 5–2     | Carlos López               | TKO (golpes)                | XFL 2                                 | 17 de septiembre de 2009 | 1     | 1:42   | Ciudad de México     |                                                  |
| Victoria  | 4–2     | Omar Castillo              | Sumisión (rear-naked choke) | MMA Xtreme 23                         | 15 de agosto de 2009     | 2     | 4:01   | Cancún               |                                                  |
| Derrota   | 3–2     | Alejandro Pérez            | TKO (golpes)                | Total Combat 33                       | 11 de julio de 2009      | 2     | 0:51   | Ciudad de México     |                                                  |
| Derrota   | 3–1     | Israel Girón               | Sumisión (triangle choke)   | Xtreme Fighter Society 4              | 27 de abril de 2009      | 2     | 1:28   | Ciudad de México     |                                                  |
| Victoria  | 3–0     | Gilberto Aguilar           | Sumisión (rear-naked choke) | Xtreme Fighter Society 2              | 26 de febrero de 2009    | 1     | 1:46   | Ciudad de México     |                                                  |
| Victoria  | 2–0     | José Chantes               | KO (golpes)                 | Xtreme Fighter Society 2              | 26 de febrero de 2009    | 1     | 2:41   | Ciudad de México     |                                                  |
| Victoria  | 1–0     | Ed Figueroa                | Sumisión (rear-naked choke) | MMA Xtreme 21                         | 19 de abril de 2008      | 1     | 3:10   | Ciudad de México     |                                                  |